# Guyevo
Guyevo (en ruso: Гуево) es un pueblo ruso perteneciente al óblast de Kursk. Situado en el suroeste del país, forma parte del distrito de Sudzha.

## Geografía
Guyevo está situado a orillas del río Psel y su afluente Guiva, 11 km al sur de Sudzha y 96 km al suroeste de Kursk. A 3,5 km está la frontera entre Rusia y Ucrania, y forma parte de la región histórica de Ucrania Libre.

## Historia
El 6 de agosto de 2024, el pueblo fue escenario de una incursión en la óblast de Kursk de las Fuerzas Armadas de Ucrania en el transcurso de la guerra ruso-ucraniana. El 15 de agosto, el gobierno ucraniano anunció la formación de una administración militar para brindar ayuda humanitaria a los civiles y mantener la ley y el orden, donde se integró a Guyevo. El 1 de abril de 2025, la localidad fue recuperada por el ejército ruso.

## Demografía
La evolución demográfica de Guyevo entre 2002 y 2021 fue la siguiente:
| 1034                           | 904 | 771 |
| (Fuente: Population of Russia) |     |     |